# Paolo Cherchi Usai
Paolo Cherchi Usai (Rossiglione, 8 novembre 1957) è un critico cinematografico e saggista italiano.

## Biografia
Nel 1982 è stato socio fondatore delle Giornate del Cinema Muto di Pordenone.
Ha fondato nel 1996 la L. Jeffrey Selznick School of Film Preservation.
È stato direttore del National Film and Sound Archive of Australia dal 2004 al 2008, della Haghefilm Foundation di Amsterdam (2008-2011), ed è attualmente Senior Curator del Moving Image Department al George Eastman Museum di Rochester, New York.
Nel 2014 ha curato a Rochester The Nitrate Picture Show, primo festival sulla conservazione del film.

## Opere
- Schiave bianche allo specchio. Le origini del film in Scandinavia (1896 -1918) (a cura di Paolo Cherchi Usai), Studio Tesi, 1986 ISBN 88-7692-132-X
- Before Caligari: German Cinema, 1895-1920 (con Lorenzo Codelli), University of Wisconsin Press, 1991
- L'eredità DeMille (a cura di Paolo Cherchi Usai e Lorenzo Codelli), Edizioni Biblioteca dell'Immagine, Pordenone, 1991
- Una passione infiammabile: guida allo studio del cinema muto, UTET, Torino, 1991, ISBN 8877500433
- Giovanni Pastrone, Il Castoro, Milano, 1985
- L'ultimo spettatore. Sulla distruzione del cinema, Il Castoro, Milano, 1999, ISBN 8880331345
- Silent Cinema: An Introduction, BFI Publishing, London, 2000, ISBN 0851707459, ISBN 0851707467
- The Death of Cinema. History, Cultural Memory, and the Digital Dark Age, BFI Publishing, London, 2001, ISBN 0851708374, ISBN 0851708382. En español, La muerte del cine, Ed. Laertes, Barcelona, 2005. Prefacio de Martin Scorsese. Traducción de Emili Olcina. ISBN 978-84-7584-543-2
- David Wark Griffith, Il Castoro, Milano, 2008, ISBN 8880334417
- Film Curatorship. Archives, Museums, and the Digital Marketplace, Österreichisches Filmmuseum / SYNEMA - Gesellschaft für Film und Medien, Wien, 2008, ISBN 9783901644245 (co-autori: David Francis, Alexander Horwath, Michael Loebenstein)
- Georges Méliès, Il Castoro, Milano, 2009, ISBN 8880334824
- La storia del cinema in 1000 parole, Il Castoro, Milano 2012, ISBN 8880336479
- Silent Cinema. A Guide to Study, Research and Curatorship, Bloomsbury, London, 2019, ISBN 9781844575282

## Filmografia
- Passio (2007, regia, sceneggiatura)
- Picture (2015, regia, sceneggiatura)